# (235621) Kratochvíle
(235621) Kratochvíle, désignation internationale (235621) Kratochvile, est un astéroïde de la ceinture principale.

## Description
(235621) Kratochvile est un astéroïde de la ceinture principale. Il fut découvert le 5 septembre 2004 à l'observatoire Kleť par le projet KLENOT. Il présente une orbite caractérisée par un demi-grand axe de 2,32 UA, une excentricité de 0,12 et une inclinaison de 6,3° par rapport à l'écliptique.

## Compléments